# Harald Roth (Architekt)

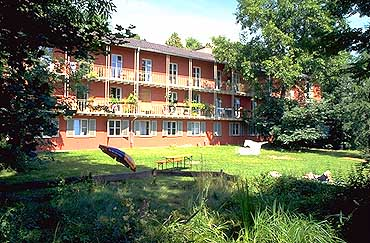
Wohnheim Biederstein

Harald Roth (* 20. Dezember 1910 in München; † 1991) war ein deutscher Architekt.

## Werdegang
Harald Roth studierte von 1931 bis 1936 an der Technischen Hochschule Stuttgart. 1936 bis 1939 arbeitete er im Architekturbüro von Franz Ruf in Nürnberg. 1939 bis 1944 war er Mitarbeiter von Paul Bonatz und Hermann Giesler in München.
Nach Kriegsende eröffnete er ein eigenes Büro in München. 1947 bis 1953 unterrichtete er an der Akademie der Bildenden Künste und von 1956 bis 1965 leitete er die Kerschensteiner-Gewerbeschule in München. Von 1961 bis 1965 war er Vorsitzender der Landesgruppe Bayern des Deutschen Werkbunds.

## Bauten
- 1946–1952: Wiederaufbau des Germanischen Nationalmuseums, Nürnberg mit Sep Ruf und H. von Hanffstaengel
- 1950–1952: Gedächtnishalle des  KZ-Friedhofs Dachau-Leitenberg
- 1951–1955: Wohnheim Biederstein, München mit Otto Roth und Charles Crodel.
- 1952: Studentenhaus Fritz Beck, München
- 1955–1958: Theodor-Heuss-Bau des Germanischen Nationalmuseums, Nürnberg mit Sep Ruf
- 1960: Volksschule an der Balanstraße, München
- 1971: Geschäftshaus Moll-Reichart, München mit F. Ried

| Personendaten    | Personendaten       |
| ---------------- | ------------------- |
| NAME             | Roth, Harald        |
| KURZBESCHREIBUNG | deutscher Architekt |
| GEBURTSDATUM     | 20. Dezember 1910   |
| GEBURTSORT       | München             |
| STERBEDATUM      | 1991                |